# セダクション 盗撮された女
『セダクション 盗撮された女』（セダクション とうさつされたおんな、The Seduction）は1982年に制作されたアメリカ合衆国の映画。出演はモーガン・フェアチャイルド、アンドリュー・スティーヴンス。監督、脚本はデヴィッド・シュモーラー。音楽はラロ・シフリンがオリジナル楽曲を作曲した。

## あらすじ
ジェイミー・ダグラス（モーガン・フェアチャイルド）は輝かしいキャリアを誇るニュースキャスターで才色兼備の女性だった。しかし精神病質のカメラマン、デレク（アンドリュー・スティーヴンス）に執拗につけ回され、やがてジェイミーの生活は偏執的な愛に侵されてゆく。

## キャスト
- モーガン・フェアチャイルド - ジェイミー・ダグラス
- マイケル・サラザン - ブランドン
- ヴィンス・エドワーズ - マクスウェル
- アンドリュー・スティーヴンス - デレク
- コリーン・キャンプ - ロビン
- ケヴィン・ブロフィー - ボビー
- ウェンディ・スミス・ハワード - ジュリー